# شحنة اختبار

شحنة اختبار موجبة

شحنة اختبار أو جسم اختبار (بالإنجليزية: Test particle)‏ في النظريات الفيزيائية، وجُسيمات الاختبار هو نموذج مِثالي لجسم له خصائص فيزيائية معينة (عادةً الكتلة، الشحنة، الحجم) ويفترض أن تكون صغيرة جداً كي لا تؤثر على المجال الأصلي، وموجبة الشحنة إلا إذا كانت من أجل اختبار مُعين آخر، وحجمها الصغير يكون غير مؤثر لتغيير سلوك بقية النظام. مفهوم جُسيمات الاختبار غالباً ما يُبسط مشاكل فِهم طريقة سير المجال المغناطيسي وتحديد خطوطه وحساب شِدته، ويُمكن أن توفر تقريب جيد للظواهر الفيزيائية المُراد دراستها. بالإضافة إلى استخداماته في تبسيط ديناميكية النظام في حدود معينة، ويُستخدم أيضاً على أنها التشخيص في المحاكاة الحاسوبية من العمليات الفيزيائية.